# Tatort: In der Falle
In der Falle ist ein Fernsehfilm aus der Kriminalreihe Tatort der ARD und des ORF. Es ist die 379. Tatortfolge und der neunzehnte Fall der Münchner Kommissare Batic und Leitmayr. Der am 1. März 1998 erstgesendete Film von Regisseur Peter Fratzscher und Drehbuchautor Orkun Ertener wurde im selben Jahr mit dem CIVIS Fernsehpreis im Bereich Unterhaltung ausgezeichnet.

## Handlung
Die aus der Türkei stammende Modezeichnerin Bengi Can lebt illegal in Deutschland. Sie ist nach München gekommen, um bei ihrer kleinen Schwester Meliha zu sein. Diese wohnt seit dem Tod ihrer Eltern bei einem Onkel und dessen Familie, während Bengi bisher in einem alten, leerstehenden Haus lebte, doch als dies plötzlich abgerissen wird, steht sie ohne Obdach da. Kurzerhand will sie Unterschlupf bei dem Deutschtürken Sinan Kurt suchen, der schon länger in Deutschland lebt und den sie von früher kennt. Er ist Angestellter in einem Bauunternehmen und als Bengi in dessen Büro kommt, findet sie dort seinen ermordeten Chef, Günter Roloff, und sieht den Täter davonlaufen. Anstatt die Polizei zu rufen, versteckt Kurt zuerst Bengi auf einer der Baustellen, die er betreut.
Sehr schnell gerät Kurt unter Verdacht der Hauptkommissare Ivo Batic und Franz Leitmayr. Er hat keinen guten Stand bei den Mitarbeitern, wird von denen der Unterschlagung bezichtigt und hat ein Verhältnis mit der Frau seines Chefs, Annette Rohloff. Zudem benimmt er sich auffällig, da er ja das Versteck von Bengi nicht verraten darf. Als dann Annette Rohloff Kurt konkret beschuldigt, wird er festgenommen. Bengis Aussage könnte ihn entlasten, aber damit würde sie sich den Behörden ausliefern und ihre Abschiebung provozieren. Kurzerhand schickt sie ihre Schwester Meliha zur Polizei und versorgt sie mit allen möglichen Informationen über den Täter, den sie allerdings nur von hinten gesehen hatte. Zunächst scheint das zu funktionieren, aber da Batic und Leitmayr routinemäßig Melihas Alibi überprüfen, stellen sie fest, dass sie selber nicht am Tatort gewesen sein kann, möglicherweise aber jemand anders.
Neben den Indizien gegen Kurt überprüfen die Ermittler auch den betrieblichen Faktor. Nach Auskunft der Abteilung Wirtschaftskriminalität war Rohloff dabei die Firma zu verkaufen. Die treibende Kraft dafür war Annette Rohloff, die auffälligerweise vor Rohloff bei einem Klaus Grawe gearbeitet hatte, der nun die Firma übernehmen will.
Nachdem Batic und Leitmayr herausfinden, dass Melihas Schwester die wahre Zeugin sein dürfte, sind sie auf der Suche nach ihr. Da sie auch in Erfahrung gebracht haben, dass Kurt früher mit Melihas verlobt war, hoffen sie durch ihn Bengi schnell zu finden. Kurt wird freigelassen und observiert. Dabei verlieren ihn seine Verfolger allerdings aus den Augen und er kann unbemerkt Bengi aufsuchen.
Batic und Leitmayr erfahren inzwischen, dass Kurt auf seiner letzten Baustelle zu billige Elektrokabel verbauen lassen hatte, die den Brandschutzbestimmungen nicht genügen. Rohloff hatte ein Gutachten erstellen lassen und war ihm auf die Schliche gekommen. Das würde bedeuten, dass doch Kurt der Täter ist. Das findet auch Bengi heraus, als sie ein Telefonat mitanhört. Sie stellt Kurt zur Rede, der ihr erklärt, dass es Notwehr gewesen wäre, weil Rohloff wütend auf ihn losgegangen sei. Sie stößt Kurt von sich und flieht vor ihm. Dabei gerät die Baustelle in Brand und Kurt kommt darin um. Bengi wird gerettet, kann aber leider nicht in Deutschland bleiben, da sie als Zeugin nun nicht gebraucht wird.

## Rezeption

### Einschaltquoten
Die Erstausstrahlung von In der Falle am 1. März 1998 wurde in Deutschland von 7,29 Millionen Zuschauern gesehen und erreichte einen Marktanteil von 20,05 Prozent für Das Erste.

### Kritik
TV Spielfilm meint dieser „kritische Krimi [würde] zu den ‚Tatort‘-Perlen“ der neunziger Jahre zählen. Die Kritiker vergaben die beste Wertung (Daumen nach oben) und schrieben: „Stimmiges Milieu und authentische Typen“.

## Auszeichnung
Orkun Ertener und Peter Fratzscher erhielten am 23. November 1998 den civis-Hörfunk- und Fernsehpreis in der Kategorie Unterhaltung Film/Fernsehspiel. Der Preis zeichnete damals Werke im Geiste des „Lebens in der kulturellen Vielfalt und Achtung der anderen“ aus.